# Missy-aux-Bois
Missy-aux-Bois es una comuna francesa situada en el departamento de Aisne, de la región de Alta Francia.

## Geografía
Está ubicada a 6 km al suroeste de Soissons.

## Demografía
| 110 | 104 | 104 | 107 | 107 | 102 | 111 | 104 |
| Para los censos de 1962 a 1999 la población legal corresponde a la población sin duplicidades (Fuente: INSEE [Consultar]) |     |     |     |     |     |     |     |